# ライフガーデン潮芦屋
ライフガーデン潮芦屋（ライフガーデンしおあしや）は、兵庫県芦屋市海洋町にあるショッピングセンター。

## 概要
芦屋市の南部に埋め立てられた人工島で、「潮芦屋」こと南芦屋浜地区を代表するショッピングセンター。南方に大阪湾を望める立地で、ベルポート芦屋に隣接していることから、かつてはヤンマーのボートショップも営業していた（2023年11月30日閉店）。

## 主な店舗
- スーパーマルハチ
- ウエルシア
- サイゼリヤ
- フジ SPECIAL BRAND

## 交通アクセス
電車・バス
阪神本線 芦屋駅、JR神戸線 芦屋駅、阪急神戸本線 芦屋川駅方面から阪急バス 71・131系統（芦屋市内線）「潮芦屋中央」バス停下車
自動車
阪神高速5号湾岸線 南芦屋浜出入口から県道573号芦屋鳴尾浜線の潮風大橋、もしくは浜風大橋の南詰にある交差点を南に折れ、約5分（約2km）。駐車場への右折入場は禁じられているが、経路によっては駐車場が向かって右手になるため、方向転換のためのロータリーが施設の南東に設けられている。